# Radawiec Duży
Radawiec Duży – wieś w Polsce położona w województwie lubelskim, w powiecie lubelskim, w gminie Konopnica.
Radawiec Duży leży w odległości 12 kilometrów na południowy zachód od Lublina. Powierzchnia wsi liczy 1512 ha, w 2021 miejscowość była zamieszkiwana przez 1637 mieszkańców. Głównym źródłem utrzymania miejscowej ludności jest rolnictwo.
W Radawcu Dużym znajduje się park pałacowy o walorach kulturowych.
Kompleksy leśne stanowią bazę dla wypoczynku weekendowego i codziennego mieszkańców miasta Lublina i okolicznych wsi.
W pobliżu wsi znajduje się lotnisko Lublin-Radawiec, którego stałymi użytkownikami są Aeroklub Lubelski, Lotnicze Pogotowie Ratunkowe i Straż Graniczna.
Wieś stanowi sołectwo gminy Konopnica. Według Narodowego Spisu Powszechnego z roku 2011 wieś liczyła 1408 mieszkańców.
Wieś jest siedzibą rzymskokatolickiej parafii Najświętszej Maryi Panny Nieustającej Pomocy.

## Historia
Pierwsza wzmianka o Radawcu (dziś Radawiec Duży i Radawiec Mały) pochodzi z roku 1398. Nazwę wsi zapisano wtedy jako „Radawyecz”. W 1419 poświadczone jest istnienie karczmy. Materiały źródłowe z 1531 roku informują o istnieniu młyna we wsi. W wyniku III rozbioru Polski, do którego doszło w 1795 roku, Radawiec Duży znalazł się na obszarze zaboru austriackiego. W 1809 wieś została włączona do Księstwa Warszawskiego. W 1815 znalazła się w Królestwie Kongresowym w zaborze rosyjskim. Spis powszechy z roku 1827 świadczy, że wieś liczyła 49 domów i 503 mieszkańców. 
W 1864 na mocy ukazu cara Aleksandra II Romanowa przeprowadzono uwłaszczenie chłopów w Krówlestwie Polskim w wyniku którego posiadana przez mieszkańców Radawca ziemia i budynki stała się ich własnością. Kolejne podanie z roku 1873 wymienia Radawiec Wielki jako „wieś folwarczną i dobra” w skład których wchodził Radawiec Wielki z Radawcem Małym i Pawlinem.

### II wojna światowa
W czasie niemieckiej agresji na Polskę w 1939 stacjonował tu IV/1 dywizjon myśliwski Brygady Pościgowej oraz III/6 dywizjon myśliwski.
Od września 1939 do lipca 1944 wieś znalazła się pod okupacją niemiecką jako część Generalnego Gubernatorstwa. W latach II wojny światowej w radawieckich lasach miały miejsce mordy ludności. Dziś tamte wydarzenia upamiętnia zbiorowa mogiła. W czerwcu 1940 r. doszło do incydentu w Stasinie: sprzeczki między dwoma mężczyznami a niemieckim pełnomocnikiem Wilhelmem Bufelem. Tragicznym jej finałem była niefortunna śmierć owego pełnomocnika. Rankiem 16 czerwca 1940 r. Radawiec został otoczony przez liczne siły wojska i policji niemieckiej. Urządzono masową łapankę, w wyniku której pojmano ok. 150 mężczyzn. Pojmanych zgromadzono na dziedzińcu majątku hrabiego Stadnickiego, gdzie zostali podzieleni na grupy. Pierwszą poprowadzono do lasu i nakazano kopać dół, który miał się okazać ich wspólnym grobem. Następnie przywieziono drugą grupę, której po zasypaniu pierwszego dołu kazano kopać kolejny. Obie grupy zostały rozstrzelane. Gdy wieziono na śmierć trzecią grupę, skazańcy śpiewali pieśń „Serdeczna Matko”. Udało się zbiec tylko dwóm osobom: Franciszkowi Wawszczakowi i Stanisławowi Szewczykowi. Dzięki ich relacjom znany jest przebieg tragicznych wydarzeń z czerwca 1940.
Część pojmanych została zwolniona. W miejscu śmierci kilkudziesięciu pomordowanych miejscowa ludność usypała kopiec świadczący o zbiorowej mogile. Obecnie stoi na tym miejscu pomnik.
W latach 1954-1968 wieś była siedzibą gromady Radawiec Duży, po jej zniesieniu w gromadzie Konopnica. W latach 1975–1998 miejscowość administracyjnie należała do ówczesnego województwa lubelskiego.

## Zabytki
- pozostałości zespołu pałacowo-dworskiego (murowana stodoła i spichlerz, ok. 1910–1920). Majątek ziemski w Radawcu od początku XIX w. do 1940 był w posiadaniu rodziny Stadnickich. W latach 50. XX w. pałac został rozebrany, a park uległ degradacji[14][15].
- drewniane domy (w liczbie 2) z 1890 i 1920.

## Ludzie urodzeni w Radawcu
- Karol Stadnicki – ziemianin, ksiądz rzymskokatolicki, historyk i działacz społeczny.
- Teresa Breza (1916–1986) – działaczka społeczna, założycielka wspólnot „Wiara i Światło” we Wrocławiu[16].

## Oświata
W Radawcu Dużym znajduje się jedna szkoła podstawowa. Gmina zapewnia dzieciom dowóz do szkoły na podstawie umowy zawartej z PPKS w Lublinie. Działa też filia biblioteczna Gminnej Biblioteki Publicznej w Konopnicy. Na terenie wsi prowadzona jest Świetlica Środowiskowo-Terapeutyczna.
Szkoła Podstawowa w Radawcu Dużym rodowodem sięga do założonej w 1916 roku Gminnej Szkoły Elementarnej. Lekcje odbywały się w pomieszczeniach wynajętych od Pawła Borunia. Druga klasa znajdowała się w domu hrabiego Stadnickiego. W latach II wojny światowej nie prowadzono szkolnej kroniki. Niemcy spalili wtedy zabrane dzieciom książki i zbiory szkolnej biblioteki. Biblioteka zaczęła działać ponownie w roku 1945, dzięki darom mieszkańców Radawca. W 1998 roku uroczyście otwarto salę gimnastyczną.

## Galeria

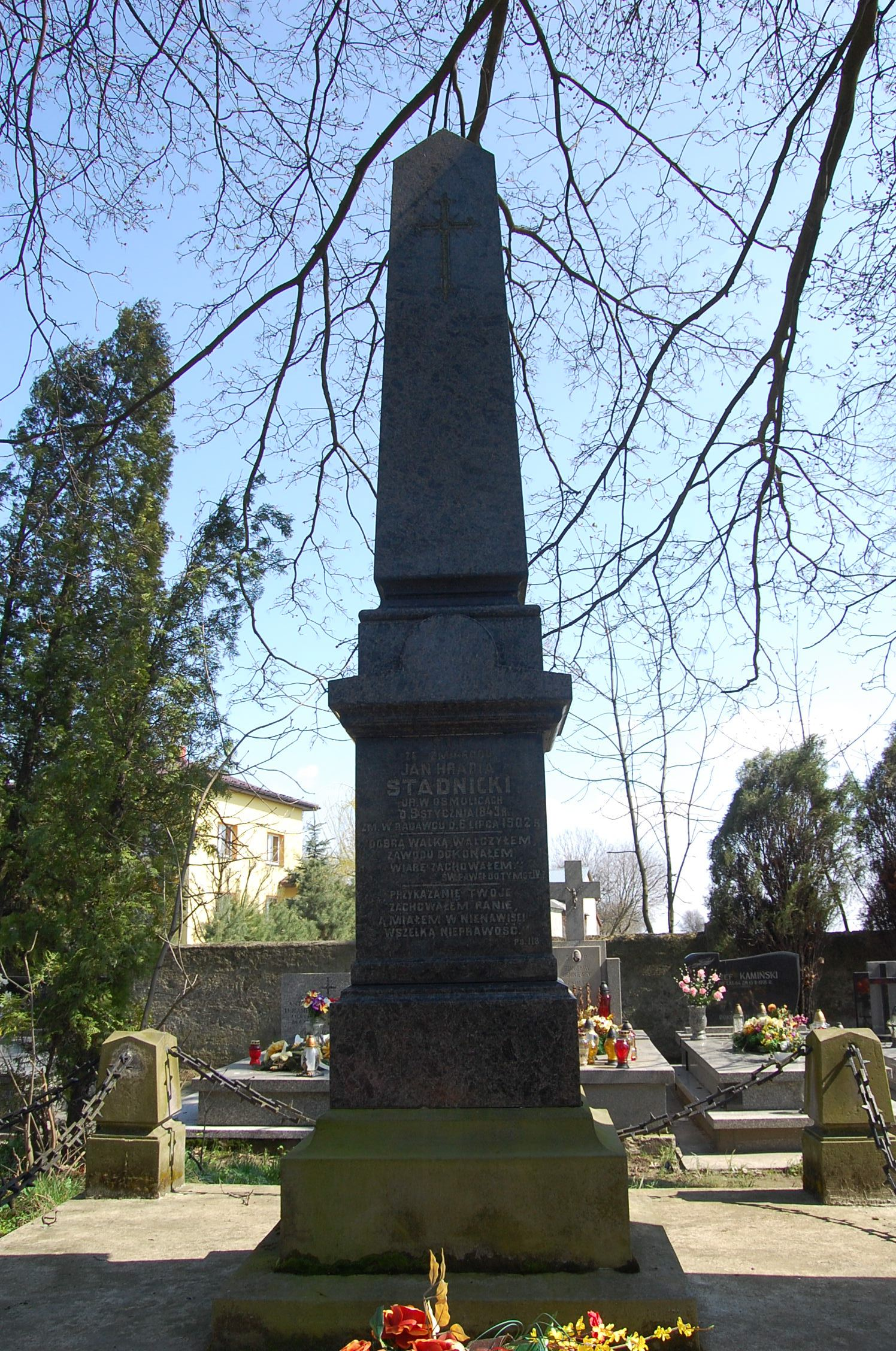
Obelisk nagrobny hr. Jana Stadnickiego (9.01.1843-6.07.1902). Cmentarz w Konopnicy.
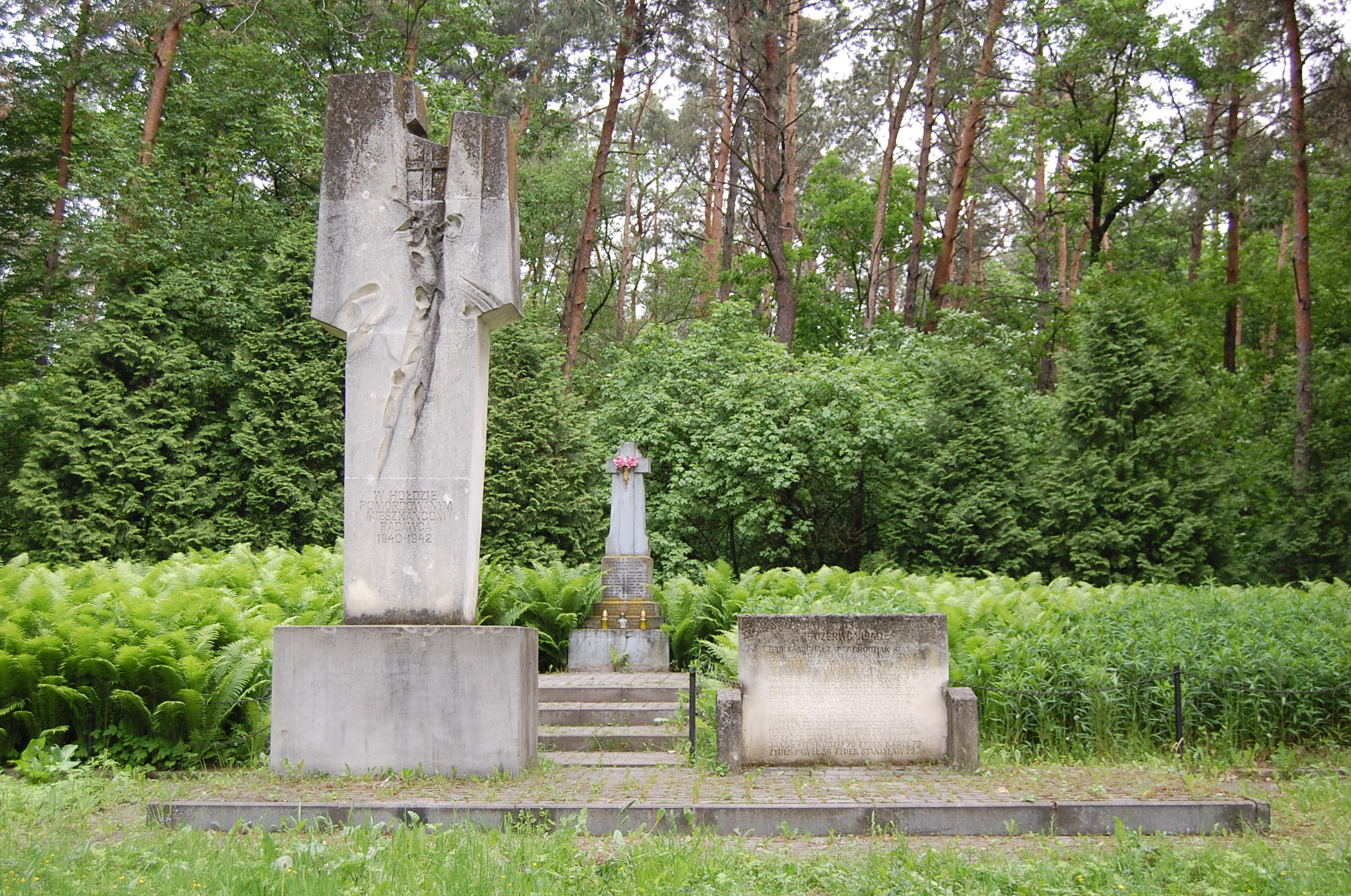
Pomnik ku czci pomordowanych przez Niemców w 1940 r.
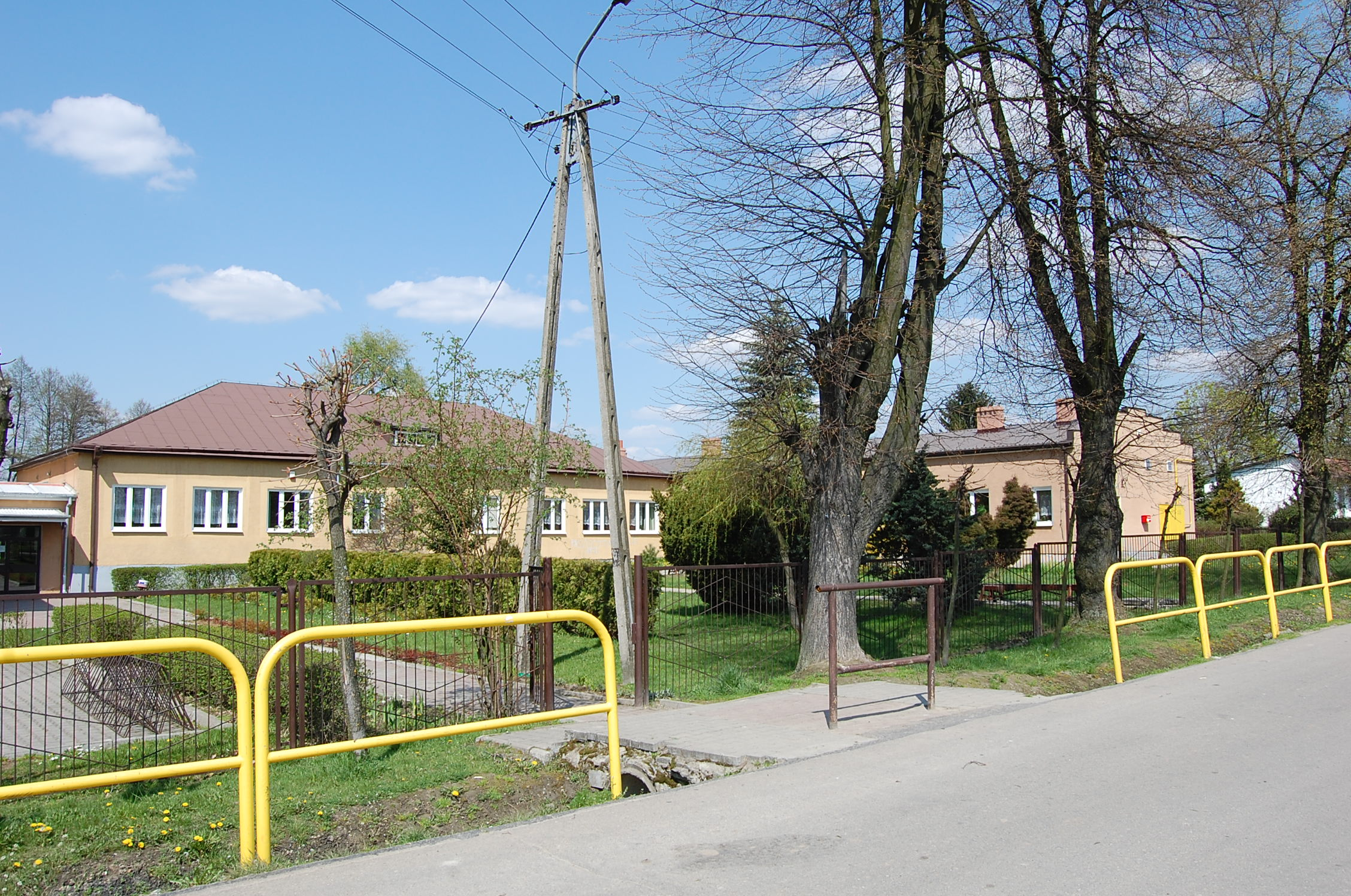
Szkoła Podstawowa w Radawcu
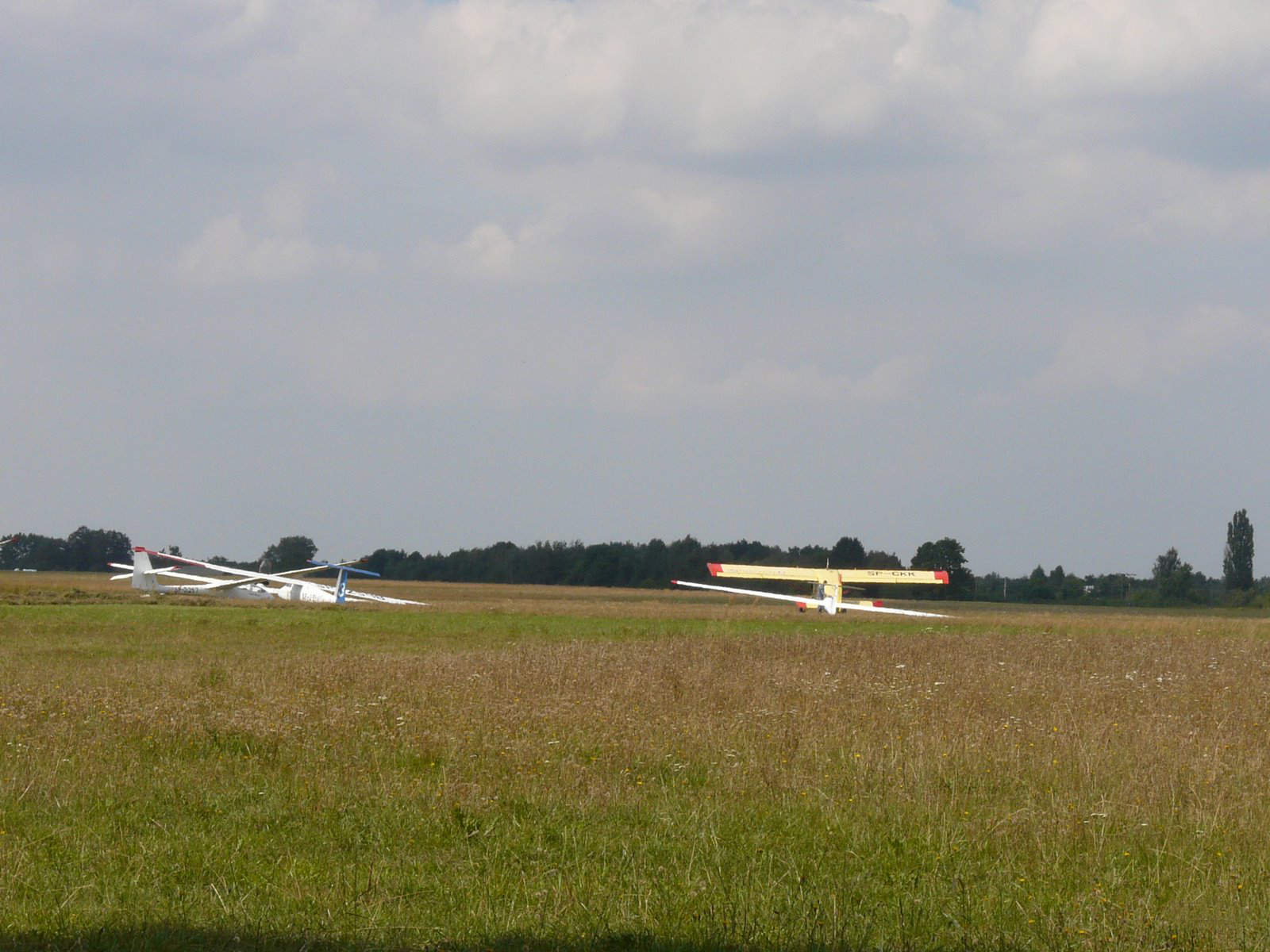
Lotnisko